# Бішкульський сільський округ
Бішку́льський сільський округ (каз. Бескөл ауылдық округі, рос. Бишкульский сельский округ) — адміністративна одиниця у складі Кизилжарського району Північноказахстанської області Казахстану. Адміністративний центр та єдиний населений пункт — село Бесколь.
Населення — 12838 осіб (2021; 8805 у 2009, 7495 у 1999, 7274 у 1989).
Станом на 1989 рік існувала Бішкульська сільська рада (села Бішкуль, Елітне, Івановка, Карлуга, Підгорне, Приішимка, Трудова Нива, Чапаєво). Пізніше усі інші населені пункти, окрім села Бесколь (колишнє Бішкуль), утворили окремий Кизилжарський сільський округ.